# Hoon Thien How

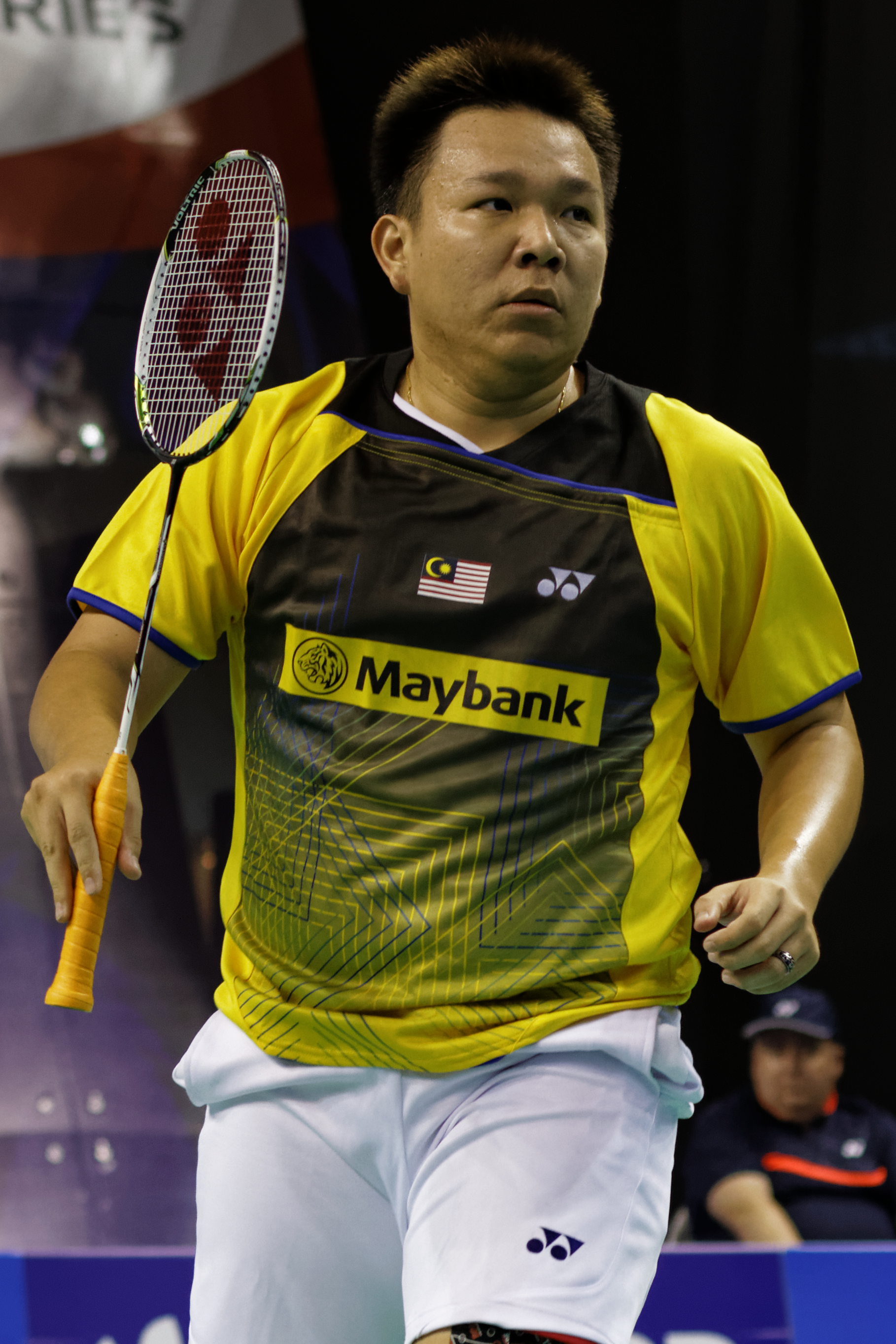
Hoon Thien How

Hoon Thien How (* 24. Dezember 1986) ist ein malaysischer Badmintonspieler.

## Karriere
Hoon Thien How gewann 2004 bei der Junioren-Weltmeisterschaft Gold im Herrendoppel mit Tan Boon Heong. 2006 erkämpften beide bereits Silber bei den Erwachsenen bei den Asienmeisterschaften. 2007 gewann Hoon Thien How die New Zealand Open im Doppel mit Chan Chong Ming. Im Halbfinale war dagegen bereits Endstation bei der Weltmeisterschaft für Herrenmannschaften, dem Thomas Cup 2010.

## Sportliche Erfolge
| Saison | Veranstaltung              | Disziplin    | Platz | Name                             |
| ------ | -------------------------- | ------------ | ----- | -------------------------------- |
| 2004   | Junioren-Weltmeisterschaft | Herrendoppel | 1     | Hoon Thien How / Tan Boon Heong  |
| 2006   | Asienmeisterschaft         | Herrendoppel | 2     | Hoon Thien How / Tan Boon Heong  |
| 2007   | New Zealand Open           | Herrendoppel | 1     | Chan Chong Ming / Hoon Thien How |
| 2010   | Thomas Cup                 | Herrenteam   | 3     | Malaysia                         |
| 2011   | Kedah Open                 | Herrendoppel | 1     | Hoon Thien How / Tan Boon Heong  |